# Pica (tipografia)

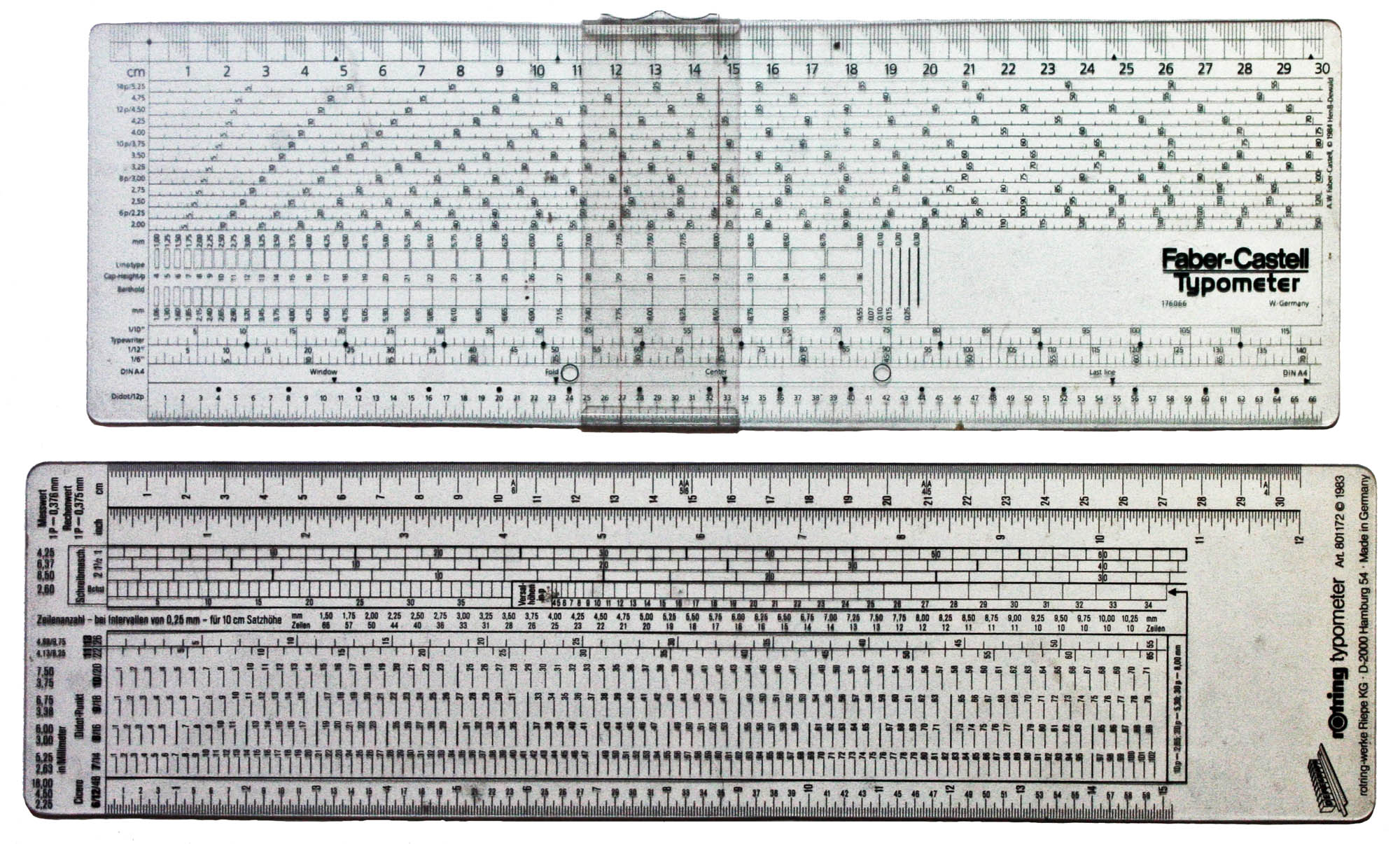
Dos tipòmetres, instruments que fan servir la pica entre altres unitats

Una pica és una unitat de mesura tipogràfica anglosaxona, utilitzada també en bona part d'Hispanoamèrica. Correspon a 1/92 peus i conseqüentment a 1/12, 5 polzada. Hi ha 12 punts en una pica. A Espanya, igual que en altres països de l'Europa continental, ha rebut tradicionalment el nom de cícero.
Al llarg de la història s'han fet servir tres tipus diferents de piques:
- La pica francesa de 12 punts Didot, també anomenada cícero, fa generalment: 12 x 0,376 =  4,512 mm o unes 00,177 638 polzades.
- El sistema nord-americà tradicional fa servir un punt de 3,1459240943 polzades (1/72, 27 polzades). Per tant, una pica són 0,66044 polzades (4,2175 mm).
- La Pica d'ordinadors es defineix com 1/72 del peu (compromís anglosaxó de 1959), és a dir: 4,233 mm ó 0,166 polzades. Aquesta pica va ser promoguda pel PostScript d'Adobe i domina actualment tant la indústria d'impressió com la dels ordinadors personals.

Cal recalcar que aquestes definicions difereixen de la "pica" de les màquines d'escriure, en les que significa una mida de tipus de 10 caràcters per polzada horitzontal.
En el "Sistema Didot" el "Punt Didot" té un valor de 0,376 mm.
En el "Sistema anglosaxó" el "Punt de pica" té un valor de 0,3579 mm (1/12 d'una Pica).